# La edad de la penumbra
La edad de la penumbra: cómo el cristianismo destruyó el mundo clásico es un libro publicado en 2018 por Catherine Nixey. Trata acerca del papel del cristianismo temprano en la destrucción y supresión del paganismo y la cultura clásica en el mundo antiguo.
A pesar del éxito popular, el libro recibió amplias críticas de académicos profesionales de la antigüedad tardía y la Edad Media, quienes lo acusaron de contar una narrativa simplista y polémica y exagerar hasta qué punto los primeros cristianos suprimieron aspectos de las culturas griega y romana antiguas.

## Contenido
Después de expresar la opinión de que las narrativas históricas tradicionales tienden a representar la Roma precristiana bajo una luz desfavorable (fría y nihilista), Nixey procede a describir lo que ella ve como un ataque de los cristianos contra la herencia clásica durante la Antigüedad tardía, que es un período que generalmente abarca el Imperio Romano tardío y la Alta Edad Media. El asalto que alega es tanto físico como cultural, y lleva al lector desde el asesinato de Hipatia en 415 y la destrucción de estatuas paganas, hasta el cierre de templos y la destrucción de libros.
Para Nixey, estos episodios de celo religioso violento se explican por una creencia ampliamente promovida de que las religiones paganas en realidad albergaban demonios, y también por la poderosa retórica que los líderes cristianos usaron contra los enemigos de la iglesia primitiva. En ese sentido, cree que en ese momento se sentaron las bases de la persecución religiosa posterior.

## Recepción

### Entre el público en general
The Darkening Age fue elegido como uno de los "libros notables" de The New York Times para 2018 y fue incluido en las listas de "libro del año" de The Telegraph, The Spectator, The Observer y BBC History.

### Entre eruditos
Peter Thonemann, profesor de historia antigua en la Universidad de Oxford, argumenta que el trabajo de Nixey es problemático y que "el argumento depende  bastante de un hábil juego de piernas", porque Nixey hace una gran cantidad de generalizaciones amplias basadas en evidencia limitada. También afirma que la destrucción deliberada de templos antiguos por los cristianos "parece haber sido excepcionalmente rara en la vida real" y que la quema de libros cristiana siempre estuvo dirigida hacia la escritura herética o "mágica", y no hacia la literatura clásica.
El profesor Tim Whitmarsh de la Universidad de Cambridge lo describió como "una polémica vigorizante y finamente elaborada contra el resistente mito popular que presenta la cristianización de Roma como el triunfo de una política más amable y gentil. En esos términos, tiene un éxito brillante". También advierte que el trabajo corre el riesgo de ser unilateral. Dijo que representaba una reversión a la visión de Edward Gibbon de los cristianos como instigadores de la caída de Roma. "Al tratar de exponer el error y la corrupción del mundo cristiano primitivo, Nixey se acerca a ocultar las propias cualidades bárbaras de los romanos precristianos", dijo.
Johannes (Hans) van Oort, profesor holandés de Patrística y Estudios Gnósticos en la Universidad Radboud de Nimega, afirma que Nixey "está repitiendo su mano con su tono feroz y su enorme exageración" y que su libro "carece de estructura histórica". Van Oort también escribe que Nixey no comprende algunos contextos históricos y que "comete algunos errores históricos graves".
Levi Roach, un medievalista de la Universidad de Exeter, afirma que el libro de Nixey "no busca presentar una imagen equilibrada" y que es "un libro de generalizaciones". También afirma que "Nixey termina respaldando la visión de la Edad Media, desacreditada durante mucho tiempo, como un período de fe ciega y estancamiento intelectual".
Richard Tada, Ph.D. en historia bizantina y griega antigua de la Universidad de Washington, afirma que Nixey se aventuró "en áreas en las que está claramente fuera de su alcance" y, como resultado, su libro es "un trabajo de mala calidad que no llega a la nota ni siquiera como polémica", y que uno de los intentos de Nixey de culpar a los cristianos por la supuesta destrucción del mundo clásico es "simplemente deshonesto", donde tergiversa las fuentes primarias y secundarias.
Averil Cameron, profesor emérita de Historia Bizantina y Antigüedad tardía en la Universidad de Oxford, señala que Nixey está promoviendo algunas enseñanzas obsoletas y encuentra el libro de Nixey sin matices ni contraargumentos, y afirma que los lectores de Nixey nunca sabrían que hay trabajos académicos que contradicen su narrativa si solo obtienen su información de ella. En Twitter, Cameron calificó el libro de Nixey de "una parodia".